# Дело Артёма Савельева
Артём Вячеславович Савельев (после усыновления Джастин Хансен, англ. Justin Hansen; род. 16 апреля 2002 года) — российский ребёнок, усыновлённый в сентябре 2009 года американской гражданкой Торри Энн Хансен (Torry Ann Hansen), но в апреле 2010 года возвращённый ею обратно в Россию.
Его возвращение получило широкое освещение в СМИ и привело к годичному мораторию на усыновление российских детей американскими гражданами. Бывшую американскую усыновительницу обязали выплачивать алименты на содержание и психологическую коррекцию Артёма. В России мальчик был помещен в профессиональную приёмную семью в Детской Деревне «SOS-Томилино».

## До усыновления
Артём Савельев родился 16 апреля 2002 года в г. Лесозаводске Приморского края. После рождения ребёнка мать Артёма, Екатерина Сергеевна Савельева, вместе с сыном переехала в г. Партизанск. Отец Артёма неизвестен, а мать была лишена родительских прав решением Партизанского городского суда от 1 августа 2008 года за алкоголизм и уклонение от выполнения родительских обязанностей. На момент лишения её родительских прав, дедушка и бабушка Артёма уже умерли, а других родственников ребёнка органами опеки обнаружено не было. 6-летнего Артёма Савельева поместили в детский дом Партизанска.
Как сообщила Генпрокуратура России, по результатам проверки законности усыновления Артёма Савельева, проведённой Прокуратурой Приморского края, «сведения об Артёме более шести месяцев находились на учёте в государственном банке данных о детях, оставшихся без попечения родителей, однако передать ребёнка на воспитание в семью граждан России не представилось возможным. Приоритет российских граждан в отношении усыновления Артёма не нарушен». «Гражданка США Хансен Тори Энн обратилась в департамент образования и науки Приморского края с заявлением о содействии в подборе мальчика 5-7 лет для усыновления. Из представленных заявительницей документов, которые оформлены в надлежащем порядке, усматривается, что она соответствует требованиям, предъявляемым к усыновителям законодательством РФ», отметила Генпрокуратура.
Органы опеки предложили Торри Хансен, 35-летней медсестре из города Шелбивиль (Теннесси), усыновить 7-летнего Артёма Савельева. 29 июня 2009 года Хансен приехала в Партизанск и в течение четырёх дней общалась с Артёмом. Согласно медицинскому заключению, выданному ей в детском доме на Артёма, мальчик был абсолютно здоров.
Через три месяца, 18 сентября 2009 года, Приморский краевой суд удовлетворил заявление гражданки США Торри Хансен об усыновлении Артёма Савельева. При усыновлении Артём получил новое имя, Джастин Хансен. Решение суда об усыновлении вступило в законную силу 29 сентября 2009 года, через 10 дней после вынесения. Как подтверждает проверка, проведённая управлением Следственного комитета при прокуратуре РФ по Приморскому краю, никаких нарушений при усыновлении Артёма Савельева допущено не было.

## В США
Мальчик переехал в США, в город Шелбивиль (Теннесси), и стал жить в новой семье с мамой, бабушкой и 10-летним сводным братом Логаном. По условиям усыновления из России, в течение первых трёх лет пребывания ребёнка в приёмной семье, сотрудники американских органов опеки должны посетить его не менее четырёх раз (через 6, 12, 24 и 36 месяцев) и направить отчёты об этих посещениях в Россию. Джастина навещали в январе 2010 года, и никаких жалоб ни от него, ни от взрослых членов семьи не поступало.
Приёмная бабушка Артёма, Нэнси Хансен (Nancy Hansen), сообщила CBS, что в первое время Джастин был счастлив в новой семье, но постепенно в его поведении появились серьёзные проблемы. По её словам, он стал груб с приёмной матерью, плевался в неё, кричал, дрался, и даже угрожал убийством членам семьи. Вспышки гнева у мальчика следовали вслед за отказом старших дать ему то, что он хотел, например игрушку или видеоигру. «Он нарисовал наш дом горящим и рассказывал всем, что собирается сжечь дом вместе с нами»,— сообщила Хансен.
Она сказала, что долгое время они с дочерью были уверены, что смогут помочь мальчику своей любовью, если будут терпеливы. «Но мы ошиблись»,— заявила приёмная бабушка Джастина.
Последней каплей, по её словам, стал случай, когда мальчик пришёл в ярость от того, что тётя, помогавшая ему с домашним заданием, указала ему на ошибку при решении математической задачи и попросила перерешать её. В ответ Джастин, схватив 1,5-килограммовую статуэтку, напал на тётю и попытался ударить её статуэткой. Напуганная неадекватным поведением Джастина и опасаясь за жизнь и безопасность родного сына Логана и других членов семьи, приёмная мать купила усыновлённому мальчику билет на самолёт и отправила его обратно в Россию.

## Возвращение в Россию
8 апреля 2010 года 7-летний Артём Савельев прилетел из США обратно в Россию. В соответствии с правилами международных авиаперевозок детей без родителей, Торри Хансен оформила специальную доверенность, и на борту самолёта United Airlines мальчик находился под надзором двух стюардесс. В Москве они передали Артёма нанятому Хансен российскому водителю Артуру Лукьянову, проверив у него документы и передав также два конверта от Хансен. В одном из них находилось письмо Хансен в Минобрнауки РФ с просьбой отменить усыновление Артёма, а в другом — гонорар для водителя (200 долларов). Лукьянов является официально зарегистрированным водителем-гидом со знанием английского языка и осуществляет трансферные перевозки между аэропортами и Москвой. В соответствии с инструкциями Хансен, он отвёз Артёма в Минобрнауки РФ и передал его там сотрудникам вместе с письмом Хансен.
В письме Торри Хансен утверждала, что при усыновлении директор и сотрудники российского детского дома обманули её и скрыли тяжёлые психологические проблемы Артёма Савельева, из желания избавиться от него. Копия письма была опубликована в прессе.

### Психическое здоровье
Сотрудники российского детского дома заявили, что у Артёма Савельева не было обнаружено каких-либо психических отклонений во время его пребывания в детском доме.
Директор Департамента Минобрнауки РФ Алина Левицкая сообщила, что российские врачи не выявили каких-либо психологических отклонений у Артёма Савельева даже после возвращения ребёнка из США. «Его психологический статус абсолютно нормальный», — заявила она.

### Общественная реакция
Дело Артёма Савельева получило широкую огласку в СМИ. Посол США в России Джон Байерли заявил, что он и его жена глубоко потрясены и возмущены тем, что произошло с ребёнком, но в то же время указал на редкость подобных случаев: «Даже один такой случай — это уже слишком много. Но когда возмутительные случаи, подобные этому, становятся широко известны, многие приёмные родители просят нас напомнить людям о том, что такие случаи — большая редкость. Не будем забывать и о том, что десятки тысяч усыновлённых детей из России счастливо живут в любящих американских семьях».
Несмотря на указания на крайнюю редкость подобного происшествия со стороны американских усыновителей и на тысячи аналогичных случаев возврата детей российскими усыновителями каждый год, министр иностранных дел России Сергей Лавров заявил, что МИД РФ будет «твёрдо настаивать» на замораживании «любых усыновлений» российских детей американцами «до тех пор, пока Россия и США не заключат межгосударственный договор о том, на каких условиях усыновление может осуществляться и какие обязательства семьи, которые берут наших детей, будут нести». В результате в России был введён мораторий на усыновление российских детей гражданами США, продолжавшийся почти год, до подписания соглашения об условиях усыновления 13 июля 2011 года.

### Дальнейшая судьба
В апреле 2010 года планировалось, что Артёма Савельева усыновит семья российских дипломатов, также помимо них ещё две российские семьи претендовали на усыновление. Однако впоследствии комиссия психологов заключила, что в связи с тяжёлой морально-психологической травмой ребёнок не готов идти на очередное усыновление. Он не мог забыть родную мать, потом приёмную американскую мать, которая над ним якобы издевалась. Поэтому было принято комиссионное решение передать его в профессиональную приёмную семью в детской деревне SOS в подмосковном Томилино, в которой он будет проживать до совершеннолетия.
17 мая 2012 года состоялся американский суд, на котором Павел Астахов, Уполномоченный по правам ребёнка в России, при помощи адвоката Рэя Стоунера добился от бывшей приёмной матери Артема Торри-Энн Хансен выплаты единовременной компенсации содержания и лечения Артема с момента его возвращения в Россию (в размере $58 240) и ежемесячных алиментов ($1 000) до совершеннолетия ребенка, а также $63 000 на оплату услуг юристов.

### Иск Хансен к Астахову
Торри Хансен подала в суд на Павла Астахова, уполномоченного по правам ребёнка в России, заседание должно было состояться в Тверском суде Москвы 2 мая 2012 года. Как сообщили в суде, причиной иска стала статья, опубликованная 22 февраля 2012 года на официальном сайте Уполномоченного, в которой утверждалось, что Торри Хансен всё ещё является приёмной матерью Артёма Савельева, «поскольку усыновление было отменено, но не признано недействительным». Тверской суд столицы отклонил иск Торри Хансен. Также американка ранее направляла в Савёловский суд Москвы заявление, в котором просила признать сведения, опубликованные в «Российской газете», порочащими её достоинство. Савёловский суд Москвы отказал в удовлетворении этих исковых требований. С Хансен было взыскано 50 тысяч рублей за судебные издержки.
Адвокат Мария Ярмуш, представляющая интересы Хансен, в свою очередь указала на то, что усыновление Артёма Савельева, отменённое решением Верховного Суда Российской Федерации 7 июня 2011 года, немедленно вступило в законную силу, и в соответствии со ст. 140 Семейного кодекса РФ усыновление прекращено.